# Pojedynek na życie
Pojedynek na życie (ang. Chasing Life) – dramatyczny amerykański, serial telewizyjny wyprodukowany przez BV Family Productions, Lionsgate Television i Televisa International. 24 kwietnia 2013 roku stacja ABC Family ogłosiła zamówienie serialu na sezon 2014. Serial jest amerykańską wersją hiszpańskiego serialu Terminales, którego twórcą jest Miguel Angel Fox. Scenariusz opracowały Susanna Fogel i Joni Lefkowitz.
Serial był emitowany od 10 czerwca 2014 roku do 28 września 2015 roku przez ABC Family. 6 listopada 2014 roku stacja ABC Family zamówiła drugi sezon serialu.
W Polsce serial jest emitowany od 8 kwietnia 2015 roku przez Lifetime.

2 października 2015 roku, stacja ABC Family ogłosiła zakończenie produkcji serialu po 2 sezonie

## Fabuła
Serial opowiada o młodej dziennikarce April, która stara się pogodzić swoją pracę z życiem rodzinnym. Gdy wszystko zaczyna się układać dostaje wiadomość, że ma raka.

## Obsada

### Główne postaci
- Italia Ricci jako April Carver-Hendrie
- Mary Page Keller jako Sara Carver
- Aisha Dee jako Beth Kingston
- Richard Brancatisano jako Dominic Russo
- Haley Ramm jako Brenna Carver

### Postacie drugoplanowe
- Rebecca Schull jako Emma
- Steven Weber jako George Carver
- Scott Michael Foster jako Leo Hendrie
- Augusto Aguilera jako Kieran[6]
- Andy Mientus jako Jackson[7]
- Alycia Grant jako Meg
- Abhi Sinha jako Danny Gupta
- Vondie Curtis-Hall jako Lawrenc
- Dylan Gelula jako Ford
- Gracie Dzienny jako Greer
- Shi Ne Nielson jako Raquel Avila
- Jessica Meraz jako Natalie Ortiz
- Todd Waring jako Bruce Hendrie
- Rob Kerkovich jako Graham
- Tom Irwin jako Thomas Carver
- Amber Stevens jako Frankie, najlepsza przyjaciółka Leo[8]

## Odcinki
| Sezon | Sezon | Odcinki | Oryginalna emisja | Oryginalna emisja | Oryginalna emisja | Oryginalna emisja | Oryginalna emisja |
| Sezon | Sezon | Odcinki | Premiera sezonu   | Finał sezonu      | Premiera sezonu   | Finał sezonu      |                   |
| ----- | ----- | ------- | ----------------- | ----------------- | ----------------- | ----------------- | ----------------- |
|       | 1     | 21      | 10 czerwca 2014   | 23 marca 2015     | 8 marca 2015      | brak danych       |                   |
|       | 2     | 13      | 6 lipca 2015      | 28 września 2015  | brak danych       | brak danych       |                   |

## Nagrody i nominacje
| Rok  | Nagroda     | Kategoria                                    | Odbiorca             | Wynik     |
| ---- | ----------- | -------------------------------------------- | -------------------- | --------- |
| 2014 | Teen Choice | Przełomowy serial                            | Chasing Life         | Nominacja |
| 2014 | Teen Choice | Telewizyjna aktorka lata                     | Italia Ricci         | Nominacja |
| 2014 | Teen Choice | Telewizyjny przełomowy męski występ aktorski | Richard Brancatisano | Nominacja |